# ウインフルブルーム
ウインフルブルーム（欧字名:Win Full Bloom、2011年3月25日 - ）は、日本の競走馬。主な勝ち鞍は2015年の京都金杯。
馬名の意味は、冠名＋満開。花が咲き誇る特別な一週間。父名、母名より連想。

## 経歴

### 2歳（2013年）
2013年8月18日、小倉競馬場5レースの2歳新馬戦（芝1800m）でデビューし勝利。次走のオープン特別・野路菊ステークスは惜しくもクビ差2着に敗れたが、11月30日の500万下・千両賞で2勝目を挙げた。12月15日、初の重賞・初のGI挑戦で朝日杯フューチュリティステークスに出走。好位でレースを進め、アジアエクスプレスから0.2秒差の3着に健闘した。

### 3歳（2014年）
シーズン初戦となった1月12日のシンザン記念は逃げたミッキーアイルを捉えきれず、半馬身差の2着に惜敗した。3月22日の皐月賞トライアル・若葉ステークスは3番手から直線で抜け出しを図るが、後方から鋭く脚を伸ばしたアドマイヤデウスに交わされ、2戦連続の2着。
4月20日の皐月賞本番は単勝24.9倍の8番人気と伏兵扱いだったが、序盤にハナを切るとそのまま終盤まで逃げ粘り、最後はイスラボニータとトゥザワールドには交わされたものの、3着に好走した。次走は5月10日のNHKマイルカップを予定していたが、馬主側の要望で6月1日の東京優駿に目標を変更。しかしレース前々日の5月30日に左肩跛行を発症し、出走は取りやめになった。
復帰戦となった9月28日の神戸新聞杯は終盤に失速し13着惨敗に終わるが、次走のオープン特別・カシオペアステークスでオープン昇格後初、約1年ぶりの勝利を収めた。年末のチャレンジカップは8着に終わる。

### 4歳〜6歳（2015年〜2017年）
4歳シーズンは1月4日の京都金杯より始動。序盤にハナに立つとそのまま後続勢の追撃を振り切り、念願の重賞初優勝を果たした。ところがその後、左前種子骨の剥離骨折と繋靭帯炎を併発していることが判明。結局、4歳シーズンは京都金杯の1戦のみで残りは全休した。
5歳となった2016年7月24日、福島テレビオープンでレースに復帰。約1年半ぶりの実戦を勝利で飾った。次走の小倉日経オープンは2着、久々の重賞出走となった10月9日の毎日王冠は7着に敗れた。
6歳シーズンは2月22日の小倉大賞典が初戦となる予定だったが、1月6日の入厩後に古傷の繋靭帯炎が再発、そのまま放牧に出された。復帰戦となった9月10日の京成杯オータムハンデキャップと、初のダート挑戦となった次走のマイルチャンピオンシップ南部杯、芝に戻ったアンドロメダステークスはいずれも二桁順位の惨敗に終わる。12月17日のディセンバーステークス（6着）が現役ラストランとなり、同月22日付で競走馬登録を抹消され引退した。

### 引退後
引退後は北海道恵庭市のすずらん乗馬クラブにて乗馬として繋養されている。

## 競走成績
以下の内容は、JBISサーチ、netkeiba.comに基づく。
| 競走日     | 競馬場 | 競走名         | 格      | 距離（馬場）  | 頭 数 | 枠 番 | 馬 番 | オッズ （人気） | 着順 | タイム （上り3F） | 着差 | 騎手      | 斤量 [kg] | 1着馬（2着馬）       | 馬体重 [kg] |
| ---------- | ------ | -------------- | ------- | ------------- | ----- | ----- | ----- | --------------- | ---- | ----------------- | ---- | --------- | --------- | -------------------- | ----------- |
| 2013.08.18 | 小倉   | 2歳新馬        |         | 芝1800m（良） | 14    | 4     | 5     | 003.30（1人）   | 01着 | R1:49.4（36.8）   | -0.6 | 0柴田大知 | 54        | （ルファルシオン）   | 486         |
| 0000.09.14 | 阪神   | 野路菊S        | OP      | 芝1800m（良） | 9     | 4     | 4     | 002.50（1人）   | 02着 | R1:46.6（33.8）   | -0.0 | 0和田竜二 | 54        | サンダラス           | 492         |
| 0000.11.30 | 阪神   | 千両賞         | 500万下 | 芝1600m（良） | 12    | 3     | 3     | 004.90（2人）   | 01着 | R1:33.9（34.2）   | -0.5 | 0和田竜二 | 55        | （アズマシャトル）   | 494         |
| 0000.12.15 | 中山   | 朝日杯FS       | GI      | 芝1600m（良） | 16    | 7     | 14    | 012.10（5人）   | 03着 | R1:34.9（35.8）   | -0.2 | 0和田竜二 | 55        | アジアエクスプレス   | 490         |
| 2014.01.12 | 京都   | シンザン記念   | GIII    | 芝1600m（良） | 13    | 1     | 1     | 004.90（2人）   | 02着 | R1:33.9（34.0）   | -0.1 | 0和田竜二 | 56        | ミッキーアイル       | 494         |
| 0000.03.22 | 阪神   | 若葉S          | OP      | 芝2000m（良） | 12    | 8     | 12    | 001.80（1人）   | 02着 | 02:01.6（35.9）   | -0.2 | 0柴田大知 | 56        | アドマイヤデウス     | 490         |
| 0000.04.20 | 中山   | 皐月賞         | GI      | 芝2000m（良） | 18    | 8     | 18    | 024.90（8人）   | 03着 | 01:59.9（35.6）   | -0.3 | 0柴田大知 | 57        | イスラボニータ       | 488         |
| 0000.06.01 | 東京   | 東京優駿       | GI      | 芝2400m（良） | 17    | 4     | 7     |                 | 取消 |                   |      | 0柴田大知 | 57        | ワンアンドオンリー   | 計不        |
| 0000.09.28 | 阪神   | 神戸新聞杯     | GII     | 芝2400m（良） | 16    | 2     | 3     | 017.50（4人）   | 13着 | R2:27.0（37.9）   | -2.6 | 0柴田大知 | 56        | ワンアンドオンリー   | 488         |
| 0000.11.02 | 京都   | カシオペアS    | OP      | 芝1800m（良） | 15    | 4     | 7     | 003.00（1人）   | 01着 | 01:47.4（34.1）   | -0.1 | 0池添謙一 | 54        | （アズマシャトル）   | 506         |
| 0000.12.13 | 阪神   | チャレンジC    | GIII    | 芝1800m（良） | 12    | 7     | 10    | 012.80（4人）   | 08着 | 01:46.8（36.1）   | -0.9 | 0国分恭介 | 55        | トーセンスターダム   | 518         |
| 2015.01.04 | 京都   | 京都金杯       | GIII    | 芝1600m（良） | 18    | 2     | 4     | 007.10（5人）   | 01着 | R1:32.8（34.0）   | -0.0 | 0池添謙一 | 55        | （エキストラエンド） | 516         |
| 2016.07.24 | 福島   | 福島テレビOP   |         | 芝1800m（良） | 9     | 7     | 7     | 004.10（2人）   | 01着 | R1:47.3（35.9）   | -0.2 | 0柴田大知 | 56        | （ココロノアイ）     | 518         |
| 0000.08.28 | 小倉   | 小倉日経OP     |         | 芝1800m（重） | 9     | 8     | 9     | 001.60（1人）   | 02着 | R1:50.0（37.3）   | -0.0 | 0和田竜二 | 57        | テイエムイナズマ     | 526         |
| 0000.10.09 | 東京   | 毎日王冠       | GII     | 芝1800m（稍） | 12    | 8     | 11    | 010.60（6人）   | 07着 | R1:47.6（35.2）   | -1.0 | 0柴田大知 | 56        | ルージュバック       | 514         |
| 2017.09.10 | 中山   | 京成杯AH       | GIII    | 芝1600m（良） | 15    | 4     | 7     | 026.1（10人）   | 13着 | R1:33.1（35.9）   | -1.5 | 0松岡正海 | 57        | グランシルク         | 518         |
| 0000.10.09 | 盛岡   | マイルCS南部杯 | JpnI    | ダ1600m（稍） | 16    | 4     | 7     | 039.30（6人）   | 11着 | R1:38.3（38.4）   | -3.4 | 0村上忍   | 57        | コパノリッキー       | 525         |
| 0000.11.18 | 京都   | アンドロメダS  | OP      | 芝2000m（重） | 15    | 1     | 1     | 007.60（3人）   | 12着 | R2:02.2（36.6）   | -0.8 | 0和田竜二 | 57        | ブラックバゴ         | 526         |
| 0000.12.17 | 中山   | ディセンバーS  | OP      | 芝1800m（良） | 12    | 2     | 2     | 026.20（6人）   | 06着 | R1:48.3（36.1）   | -0.5 | 0松岡正海 | 57        | マイネルハニー       | 522         |

## 血統表
| ウインフルブルームの血統          | ウインフルブルームの血統              | ウインフルブルームの血統 | （血統表の出典）     | （血統表の出典）  |
| 父系                              | サンデーサイレンス系                  | サンデーサイレンス系     | サンデーサイレンス系 |                   |
| 父 スペシャルウィーク 黒鹿毛 1995 | 父の父*サンデーサイレンス 青鹿毛 1986 | Halo                     | Hail to Reason       | Hail to Reason    |
| 父 スペシャルウィーク 黒鹿毛 1995 | 父の父*サンデーサイレンス 青鹿毛 1986 | Halo                     | Cosmah               |                   |
| 父 スペシャルウィーク 黒鹿毛 1995 | 父の父*サンデーサイレンス 青鹿毛 1986 | Wishing Well             | Understanding        | Understanding     |
| 父 スペシャルウィーク 黒鹿毛 1995 | 父の父*サンデーサイレンス 青鹿毛 1986 | Wishing Well             | Mountain Flower      |                   |
| 父 スペシャルウィーク 黒鹿毛 1995 | 父の母キャンペンガール 鹿毛 1987      | マルゼンスキー           | Nijinsky             | Nijinsky          |
| 父 スペシャルウィーク 黒鹿毛 1995 | 父の母キャンペンガール 鹿毛 1987      | マルゼンスキー           | *シル                |                   |
| 父 スペシャルウィーク 黒鹿毛 1995 | 父の母キャンペンガール 鹿毛 1987      | レデイーシラオキ         | *セントクレスピン    | *セントクレスピン |
| 父 スペシャルウィーク 黒鹿毛 1995 | 父の母キャンペンガール 鹿毛 1987      | レデイーシラオキ         | ミスアシヤガワ       |                   |
| 母 ハナノメガミ 栗毛 1994         | 母の父サクラユタカオー 栗毛 1982      | *テスコボーイ            | Princely Gift        | Princely Gift     |
| 母 ハナノメガミ 栗毛 1994         | 母の父サクラユタカオー 栗毛 1982      | *テスコボーイ            | Suncourt             |                   |
| 母 ハナノメガミ 栗毛 1994         | 母の父サクラユタカオー 栗毛 1982      | アンジエリカ             | *ネヴァービート      | *ネヴァービート   |
| 母 ハナノメガミ 栗毛 1994         | 母の父サクラユタカオー 栗毛 1982      | アンジエリカ             | スターハイネス       |                   |
| 母 ハナノメガミ 栗毛 1994         | 母の母ダイナソシエ 鹿毛 1982          | *ノーザンテースト        | Northern Dancer      | Northern Dancer   |
| 母 ハナノメガミ 栗毛 1994         | 母の母ダイナソシエ 鹿毛 1982          | *ノーザンテースト        | Lady Victoria        |                   |
| 母 ハナノメガミ 栗毛 1994         | 母の母ダイナソシエ 鹿毛 1982          | シヤダイアグリー         | *エルセンタウロ      | *エルセンタウロ   |
| 母 ハナノメガミ 栗毛 1994         | 母の母ダイナソシエ 鹿毛 1982          | シヤダイアグリー         | グローブターフ       |                   |
| 母系(F-No.)                       | (FN:12-f)                             | (FN:12-f)                | (FN:12-f)            | [ § 2 ]           |
| 5代内の近親交配                   | Northern Dancer 5×4                   | Northern Dancer 5×4      | Northern Dancer 5×4  | [ § 3 ]           |
| 出典                              | 1. 2. 3.                              | 1. 2. 3.                 | 1. 2. 3.             | 1. 2. 3.          |

- 4代母グローブターフは1969年愛知盃優勝馬。
- 主な近親にスプリングドリュー（福島牝馬ステークス）、サンライズジェガー（アルゼンチン共和国杯）、オリジナルステップ（珊瑚冠賞、黒潮菊花賞）。